# فاطمة بنت عبد الله الهوازنية
فاطمة بنت عبد الله بن رِزَام بن ربيعة بن جَحُوش بن معاوية بن بكر بن هوازن الهوازنيّة، سيدة من سيدات العرب في الجاهلية وإحدى جدات النبي محمد. تنتمي إلى قبيلة بنو معاوية بن بكر بن هوازن القيسية العدنانية. ترجم لها من المؤرخين والعلماء ابن هشام وابن عساكر والبلاذري وأبو الفرج بن الجوزي باعتبارها من جدات النبي وإحدى الفواطم اللاتي ذكرهن النبي في حديثه: «أنا ابن الفواطم...» 

## نسبها
- أبوها: عبد الله بن رِزَام بن ربيعة بن جَحُوش بن معاوية[1][3][4][5][6][7] بن بكر بن هوازن بن منصور بن عكرمة بن خصفة بن قيس عيلان بن مضر بن نزار بن معد بن عدنان
- أُمّها: فاطمة بنت الحارث بن بهثة بن سليم بن منصور بن عكرمة بن خصفة بن قيس عيلان بن مضر بن نزار بن معد بن عدنان. [8]

## سيرتها
سُميّت فاطمة على أُمها لأنّها توفيت أثناء نفاسها بها. تزوجها عائذ بن عمران بن مخزوم المخزومي القُرشي فأنجبت منه عمرو بن عائذ بن عمران بن مخزوم المخزومي القرشي، وأنجب عمرو حفيدتها فاطمة بنت عمرو المخزومية جدة النبي محمد لأبيه.
وتزوجت حفيدتها فاطمة من سيد مكة المكرمة وقريش عبد المطلب بن هاشم فأنجبت منه أغلب أبناؤه وبناته وهُم:
- عبد الله بن عبد المطلب: والد النبي محمد.
- أبي طالب بن عبد المطلب: عم النبي محمد والد طالب والصحابة عقيل وجعفر الطيار والخليفة علي، وهُوّ نصير النبي محمد ومن تولى رعايته وتربيته.
- الزبير بن عبد المطلب، عم النبي محمد، سادن الكعبة المشرفة بعد وفاة والده.

أما البنات فهُن:
- أميمة بنت عبد المطلب: صحابية وشاعرة وعمة النبي محمد، أنجبت أم المؤمنين زينب بنت جحش، والصحابي عبد الله بن جحش، وحمنة بنت جحش.
- عاتكة بنت عبد المطلب: صحابية وعمة النبي محمد، ومن أنصارهـ.
- برة بنت عبد المطلب: شاعرة وعمة النبي محمد، ماتت قبل البعثة.
- أروى بنت عبد المطلب: صحابية وشاعرة وعمة النبي محمد، اشتهرت بنصرتها للنبي ودفاعها عنه.
- أم حكيم بنت عبد المطلب: عمة النبي محمد وشاعرة، ووالدة الصحابية أروى بنت كريز وجدة الخليفة عثمان بن عفان والصحابي الوليد بن عقبة والصحابي خالد بن عقبة بن أبي معيط والصحابية أم كلثوم بنت عقبة.

وذكر النبي محمد فاطمة بنت عبد الله الهوازنية في حديثه الصحيح: «أنا ابن الفواطم...»، والفواطم هُن سيدات يحملن اسم فاطمة أتى من نسلهن النبي محمد وأولاهن جدة النبي لأبيه فاطمة بنت عمرو المخزومية، وأما الثانية فهيّ جدتها فاطمة بنت عبد الله الهوازنية، والثالثة هيّ والدتها فاطمة بنت الحارث بن بهثة بن سليم السلمية.